# 천사로 (원주시)
천사로(Cheonsa-ro)는 강원특별자치도 원주시 단계동 백간공원삼거리에서 태장동 학봉정삼거리리 까지 연결하는 도로이다.

## 주요 경유지
강원특별자치도
- 원주시 (단계동 . 일산동 . 중앙동 . 학성동 . 태장동)

## 노선
| 이름           | 접속 노선 | 소재지 | 소재지 | 비고 |
| -------------- | --------- | ------ | ------ | ---- |
| 백간공원삼거리 | 서원대로  | 원주시 | 단계동 |      |
| 금불사거리     | 봉화로    | 원주시 | 단계동 |      |
| 단계택지사거리 | 북원로    | 원주시 | 단계동 |      |
| 동진골사거리   | 남산로    | 원주시 | 일산동 |      |
| 지하상가사거리 | 원일로    | 원주시 | 일산동 |      |
| 평원사거리     | 평원로    | 원주시 | 중앙동 |      |
| 태학교사거리   | 강변로    | 원주시 | 학성동 |      |
| 태봉교         |           | 원주시 | 학성동 |      |
|                | 태장동    | 원주시 |        |      |
| 학봉정삼거리리 | 치악로    | 원주시 |        |      |

## 주요 건물 및 시설
- LG유플러스 단계동국민은행점 (천사로 30/단계동 858)
- 교촌치킨 단계점 (천사로 39/단계동 838-4)
- 농협 원주농협 하나로마트 단계점 (천사로 46/단계동 857-2)
- 신협 원주신협원주신협 단계지점 (천사로 61/단계동 840-3)
- 롯데리아 원주단계점 (천사로 63/단계동 841)
- 일신동행정복지센터 (천사로 159/일산동 219-17)
- 페리카나 학성점 (천사로 164/일산동 233-29)
- 노랑통닭 단계일산점 (천사로 175/일산동 189-27)
- CU 원주시청점 (천사로 179/일산동 186-20)
- BHC치킨 태장중앙점 (천사로 284/태장동 778-12)